# Zorzines gracilipennis
Zorzines gracilipennis là một loài bướm đêm trong họ Noctuidae.